# Brother Bill
Brother Bill, född 24 april 2016 på Menhammar stuteri i Ekerö kommun i Stockholms län, är en svensk varmblodig travhäst. Han tränas av Timo Nurmos och körs oftast av Jorma Kontio.
Brother Bill började tävla i juni 2019 och tog sin första seger i första starten. Han har till oktober 2022 sprungit in 7,8 miljoner kronor på 38 starter, varav 12 segrar, 9 andraplatser och 4 tredjeplatser. Han har tagit karriärens hittills största segrar i Breeders' Crown (2019), Gulddivisionens final (nov 2021), STL Open (2022) och Svenskt mästerskap (2022). Han har även kommit på andraplats i Svenskt Trav-Kriterium (2019), Eskilstuna Fyraåringstest (2020) och Breeders' Crown (2020).